# Каникулы в гареме
«Каникулы в гареме» (англ. Harum Scarum, в Европе выпущен под названием — англ. Harem Holiday) — музыкальный фильм 1965 года с участием Элвиса Пресли, Мэри Энн Мобли и Фрэн Джеффрис. Фильм расценен многими поклонниками Элвиса как один из худших в его кинокарьере , несмотря на то, чтобы это был единственный фильм, за который актёр получил гонорар в размере миллиона долларов. Часть фильма основана на картине 1921 года «Шейх» с участием Рудольфа Валентино.

## Сюжет
Джонни Тиронн (Пресли) попадает в экзотический мир ближневосточной пустыни. Вскоре он становится ввязан в переделки с похитителями и убийцами. Противостоя преступности, Джонни спасает Принцессу Шалимар (Мэри Энн Мобли), попавшую в беду. В фильме звучат девять песен, включая такие мелодии, как «Kismet», «Golden Coins» и «Harem Holiday».

## В ролях
- Элвис Пресли — Джонни Тиронн
- Мэри Энн Мобли — Принцесса Шалимар
- Фрэн Джеффрис — Айша
- Майкл Ансара — Принц Драгна
- Джей Новелло — Заша
- Филлип Рид — Король Торансаш
- Теодор Мэркьюз — Синан
- Билли Барти — Баба
- Дирк Харви — Макар
- Джек Костанзо — Джулна
- Ларри Чэнс — Капитан Херат
- Барбара Верле — Лейла
- Бренда Бенет — Эмеральд
- Гэйл Гилмор — Сапфир

## Слоган фильма
«1001 Swingin' Nights!»

### Рецензии на фильм
- Рецензия Чэда Плембека на сайте 3-B Theater (англ.)
- Рецензия Д. Баннермана на сайте Stomp Tokyo, 2003. (англ.)

### Рецензии наDVD
- Рецензия Марка Зиммера на сайте digitallyobsessed.com, 1 августа 2004. (англ.)
- Рецензия Деннис Принс на сайте DVD Verdict, 30 июля 2004. (англ.)